# Posada de la Sangre
La Posada de la Sangre fue una posada de la ciudad española de Toledo, desaparecida en la actualidad.

## Descripción

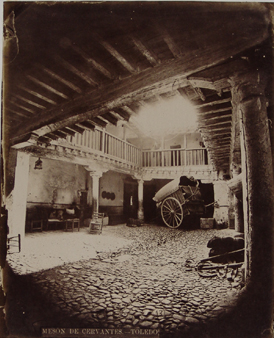
Patio interior fotografiado por Casiano Alguacil

La posada estaba ubicada junto al llamado arco de la Sangre de la ciudad de Toledo, en la calle de Cervantes. El 15 de mayo de 1920 fue declarada monumento arquitectónico-artístico en una real orden publicada el día 23 de ese mismo mes en la Gaceta de Madrid con la rúbrica de Luis Espada Guntín. En este documento se la ensalzaba como un «ejemplar clásico de posada castellana». La «icónica» posada, que sin embargo «horrorizó» al viajero italiano Giuseppe Baretti en la segunda mitad del siglo XVIII, quedó destruida durante la guerra civil.
Fue confundida durante algún tiempo con el llamado «mesón del Sevillano» —que había estado ubicado en sus proximidades—, en el que Miguel de Cervantes escribió La ilustre fregona, una de sus Novelas ejemplares. A raíz de ello se llegó a instalar una placa recordando este hecho en la segunda mitad del siglo XIX.

## Véase también

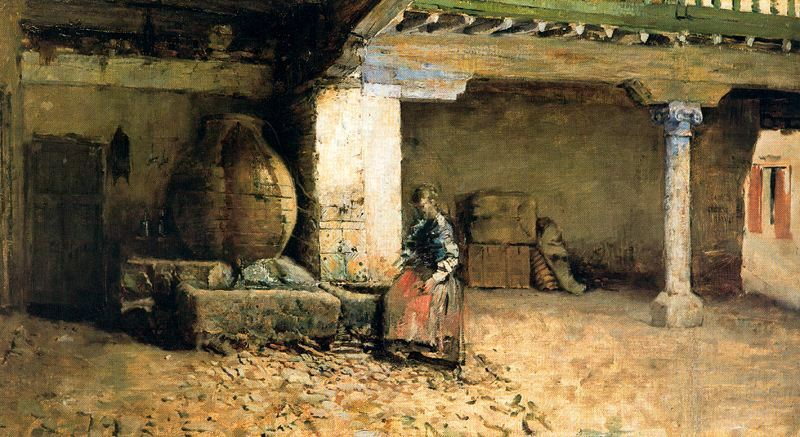
La posada vista por Casimiro Sainz